# باشگاه فوتبال ناتینگهام فارست
ناتینگهام فارست (به انگلیسی: Nottingham Forest FC) یک باشگاه فوتبال انگلیسی مستقر در شهر ناتینگهام است که در سال ۱۸۶۵ تأسیس شد. دوران طلایی ناتینگهام فارست در بین سال‌های ۱۹۷۷ تا ۱۹۸۰ بود که با سرمربی‌گری برایان کلاف، این تیم توانست ۷ جام مختلف کسب کند که مهم‌ترین آن‌ها ۲ عنوان قهرمانی در لیگ قهرمانان اروپا در سال‌های ۱۹۷۹ و ۱۹۸۰ بود.
این باشگاه بعد از حدود ۲۳ سال در ۲۹ مه ۲۰۲۲ به لیگ برتر فوتبال انگلستان صعود کرد.

## ماجرای شگفتی سازی
ناتینگهام فارست در فصل ۵۷–۱۹۵۶ با کسب مقام دوم لیگ دسته دوم به سطح اول فوتبال انگلیس رسید اما به غیر از یک مقام نایب قهرمانی همیشه برای ماندن می‌جنگید و سرانجام هم در سال ۷۳–۱۹۷۲ سقوط کرد.
برایان کلاف بدترین روزهای خود را می‌گذراند با پیشنهاد دستیار خود پیتر تیلور تصمیم می‌گیرند به سراغ یک تیم دسته دومی بروند تا هم مدتی از حاشیه‌ها دور باشند و هم تیم را از پایه با افکار خود بسازند به همین دلیل پیشنهاد مربی گری این تیم را می‌پذیرند. آنها موفق می‌شوند بعد از ولورهمپتون و چلسی سومین سهمیه دسته اول را به نام ناتینگهام فارست ثبت کنند و در اتفاقی نادر و عجیب در همان سال اول قهرمان انگلیس شوند اما این پایان کار نبود. ناتینگهام فارست بعد از قهرمانی در انگلیس و راهیابی به رقابت‌های جام باشگاه‌های اروپا ۷۹–۱۹۷۸ در میان بهت همگان در اولین سال حضور خود به قهرمانی دست میابد، اتفاقی که دیگر توسط هیچ تیمی تکرار نشد. البته این پایان کار نبود و جاه طلبی برایان کلاف و پیتر تیلور باعث شد  ناتینگهام فارست جام باشگاه‌های اروپا ۸۰–۱۹۷۹ را هم با قهرمانی به پایان ببرد. این تیم بعد از آن دیگر موفق نشد  بزرگی ها را تکرار کند و بعد از مدتی به چمپیونشیپ سقوط کرد.

## رنگ و نشان

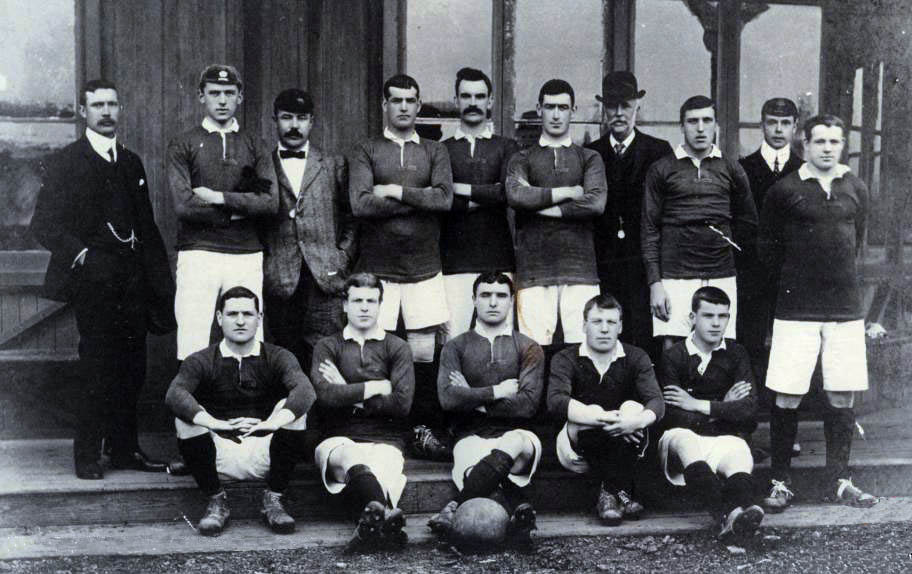
این تصویر تیم ناتینگام فارست است. که در جریان تور خود به آرژانتین و اروگوئه در تابستان سال ۱۹۰۵ سفر کردند.
پشت ردیف – باب نوریس، هری لیناکر، اچ هالام (منشی)، کلیفورد، چاس کریگ، ویلیام شیرمن، اچ اس رادفورد (معاون رئیس)، سام تیمینز، آلف اسپانسر، فرد درسنز. ردیف جلو- -والتر دادلی، توس دیویس، توماس نیبلو، جورج هندرسون، آلبرت هلمز.
تاریخ
16 ژوئن 1905
منبع:Yaserghadery
نویسنده:یاسرقادری

ناینگهام فارست از زمان تأسیس باشگاه در سال 1865، لباس قرمز پوشیده است. در جلسه ای در کلینتون آرمز که ناتینگهام فارست را به عنوان یک باشگاه فوتبال تأسیس کرد، کمیته همچنین قطعنامه ای را تصویب کرد که رنگ تیم باید "قرمز گاریبالدی" باشد. این تصمیم به افتخار جوزپه گاریبالدی ، میهن پرست ایتالیایی که رهبر داوطلبان پیراهن قرمز بود، گرفته شد . در آن زمان، باشگاه‌ها بیشتر خود را با پوشش سرشان شناسایی می‌کردند تا پیراهن‌هایشان و ده‌ها کلاه قرمز با منگوله‌ها به درستی خریداری می‌شدند، که فارست را به اولین باشگاهی تبدیل کرد که «رسما» قرمز را به تن کرد، رنگی که از آن زمان توسط تعداد قابل توجهی از افراد دیگر پذیرفته شده است. 
در نشان باشگاه  تصویری از یک  درخت وجود دارد که  سمبل جنگل شروود  در ناتینگهام است و این جنگل به دلیل ماجرای رابین هود شهرت جهانی دارد . در بالای نشان دو ستاره حک شده برای دو دوره  قهرمانی این تیم در لیگ قهرمانان اروپا.

## ورزشگاه
ورزشگاه سیتی گراند در منطقه غرب ناتینگهام از توابع انگلستان قرار دارد و از سال ۱۸۹۸ ورزشگاه خانگی باشگاه ناتینگهام فارست است.

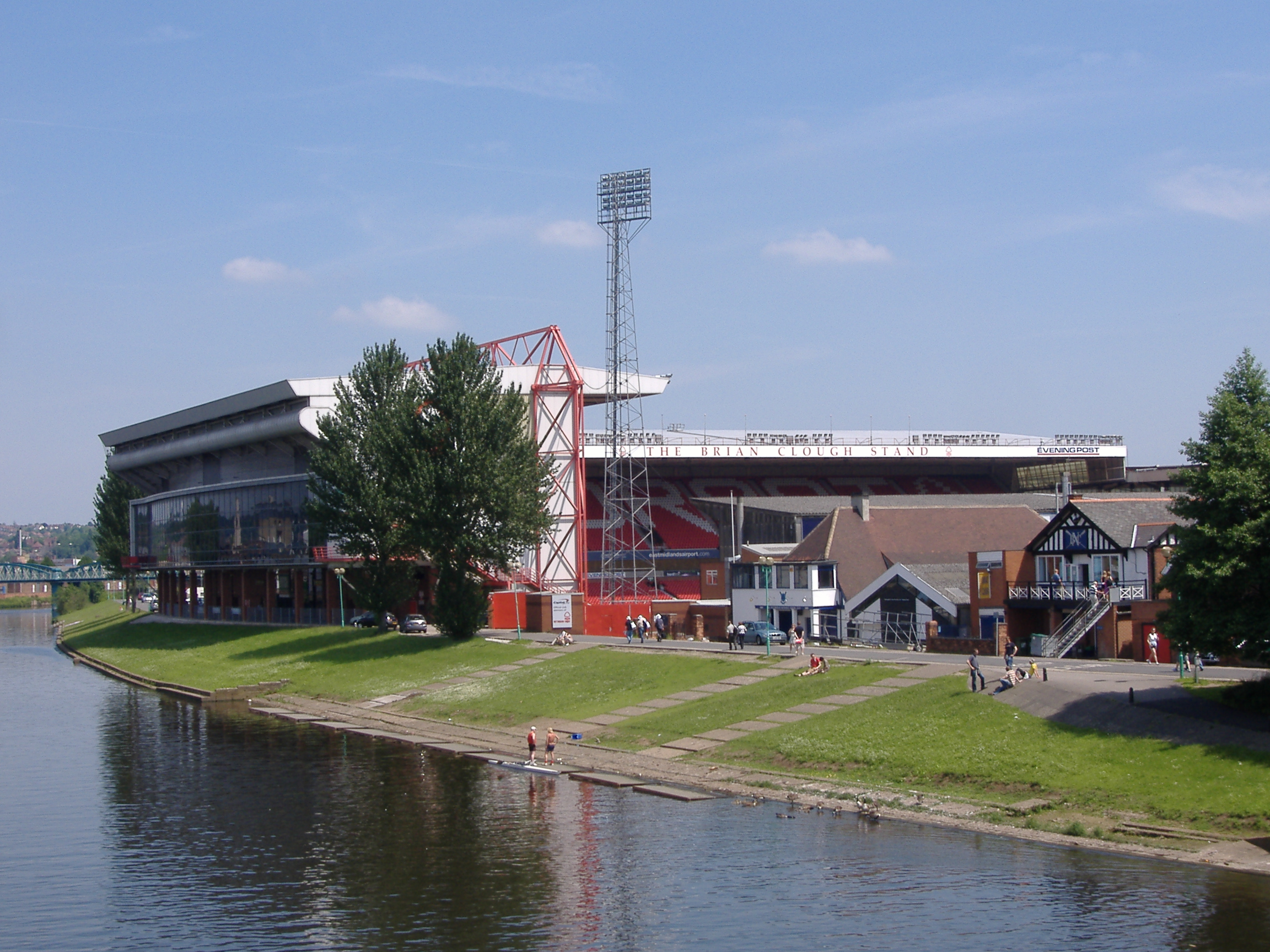
سیتی گراند در سال ۲۰۰۸

ظرفیت این ورزشگاه ۳۰٬۴۴۵نفر است و بیست و ششمین ورزشگاه بزرگ در انگلستان می‌باشد.

#### تاریخ ورزشگاه ها
| یازه زمانی استفاده شدن | نام ورزشگاه          |
| ---------------------- | -------------------- |
| ۱۸۶۵-۷۹                | فارست ری‌کریشن گراند  |
| ۱۸۷۹-۸۰                | کستل گراند           |
| ۱۸۸۰-۸۲                | ترنت بریج کستل گراند |
| ۱۸۸۲-۸۵                | پارک‌ساید گراند       |
| ۱۸۸۵-۹۰                | گرگوری گراند         |
| ۱۸۹۰-۹۸                | تاون گراند           |
| ۱۸۹۸-                  | سیتی گراند           |

## قهرمان جام باشگاه‌های اروپا
ناتینگهام فارست در دو فصل پیاپی در ۱۹۷۹ در مونیخ و در سال ۱۹۸۰ در مادرید قهرمان این مسابقات شده‌است. آنان در فصل ۷۹–۱۹۷۸ پس از حذف لیورپول (مدافع عنوان دو سال پیاپی قهرمانی در این مسابقات ۱۹۷۷ و ۱۹۷۸) به ترتیب موفق به حذف آ.ا. ک آتن، گراس‌هاپر و باشگاه کلن شدند که سپس در فینال مونیخ در ورزشگاه المپیک مونیخ با تک گل تروور فرانسیس در دقیقه ۴۵ نیمه اول موفق به شکست مالمو سوئد شدند تا برای نخستین بار فاتح جام باشگاه‌های اروپا شوند.
در فصل ۸۰–۱۹۷۹ در مرحله نخست پس از حذف اوسترش سوئد توانست با غلبه بر ارجش پیتشت رومانی، دینامو برلین و آژاکس آمستردام برای دومین بار به فینال جام باشگاه‌های اروپا صعود کنند. آنان در فینال این بازی‌ها که در ورزشگاه سانتیاگو برنابئو برگزار شد توانستند با تک گل جان رابرتسون بر حریف آلمانی خود هامبورگ غلبه کرده و برای دومین مرتبه قهرمان این پیکارها شدند.

## بازیکنان
تا تاریخ ۳ فوریه ۲۰۲۵
| شماره |          | پست       | بازیکن                     |
| ----- | -------- | --------- | -------------------------- |
| ۴     | برزیل    | مدافع     | موراتو                     |
| ۵     | برزیل    | مدافع     | موریلو                     |
| ۶     | ساحل عاج | هافبک     | ابراهیم سانگاره            |
| ۷     | ولز      | مدافع     | نکو ویلیامز                |
| ۸     | انگلستان | هافبک     | الیوت اندرسون              |
| ۹     | نیجریه   | مهاجم     | تایوو اونیای               |
| ۱۰    | انگلستان | هافبک     | مورگان گیبز وایت (کاپیتان) |
| ۱۱    | نیوزیلند | مهاجم     | کریس وود                   |
| ۱۳    | ولز      | دروازه‌بان | وین هنسی                   |
| ۱۴    | انگلستان | مهاجم     | کالوم هادسون-اودوی         |
| ۱۵    | انگلستان | مدافع     | هری توفولو                 |
| ۱۶    | آرژانتین | هافبک     | نیکولاس دومنیگز            |
| ۱۷    | آلمان    | مدافع     | اریک دا سیلوا موریرا       |

| شماره |          | پست       | بازیکن                          |
| ----- | -------- | --------- | ------------------------------- |
| ۱۹    | اسپانیا  | مدافع     | الکس مورنو (قرضی از استون ویلا) |
| ۲۰    | پرتغال   | مهاجم     | ژوتا سیلوا                      |
| ۲۱    | سوئد     | مهاجم     | آنتونی الانگا                   |
| ۲۲    | انگلستان | هافبک     | رایان ییتس (کاپیتان)            |
| ۲۴    | پاراگوئه | هافبک     | رامون سوسا                      |
| ۲۶    | بلژیک    | دروازه‌بان | متز سلز                         |
| ۲۸    | برزیل    | هافبک     | دنیلو اولیویرا                  |
| ۳۰    | ساحل عاج | مدافع     | ویلی بولی                       |
| ۳۱    | صربستان  | مدافع     | نیکولا میلنکوویچ                |
| ۳۳    | برزیل    | دروازه‌بان | کارلوس میگل                     |
| ۳۴    | نیجریه   | مدافع     | اولا آینا                       |
| ۴۴    | انگلستان | مدافع     | زاک ابوت                        |

## بازیکنان برجسته
- پیتر شیلتون
- ویو اندرسون
- دس واکر
- کنی بورنز
- استوارت پیرس
- مارتین اونیل
- روی کین
- استیو استون
- آرشی گمیل
- ایان استوری-مور
- تروور فرانسیس
- جان رابرتسون
- کیلور ناواس

بازیکنان ایرانی
- اشکان دژاگه
- کریم انصاری فرد

## افتخارات
- قهرمان لیگ دسته اول (امروزه لیگ برتر) (۱ بار): ۱۹۷۷–۷۸
- قهرمان جام حذفی (۲ بار) :۱۸۹۷–۹۸، ۱۹۵۸–۵۹
- قهرمان جام اتحادیه (۴ بار): ۱۹۷۷–۷۸، ۱۹۷۸–۷۹، ۱۹۸۸–۸۹، ۱۹۸۹–۹۰
- قهرمان جام خیریه (۱ بار): ۱۹۷۸
- قهرمان جام باشگاه‌های اروپا (امروزه لیگ قهرمانان اروپا) (۲ بار): ۱۹۷۸–۷۹ ،۱۹۷۹–۸۰
- قهرمان سوپر جام اروپا (۱ بار): ۱۹۷۹